# Общество любомудрия

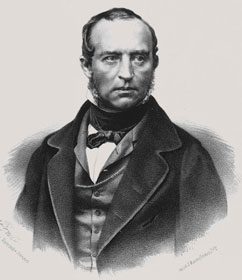
В. Ф. Одоевский, председатель Общества любомудрия.

О́бщество любому́дрия — литературно-философский кружок, собиравшийся в Москве в 1823—1825 годах. Его участниками были Владимир Одоевский (председатель), Дмитрий Веневитинов (секретарь), И. В. Киреевский, Н. М. Рожалин, А. И. Кошелёв, В. П. Титов, С. П. Шевырёв, Н. А. Мельгунов. Иногда заседания посещали некоторые другие московские литераторы. Участники кружка интересовались немецкой идеалистической философией, изучали работы Ф. В. Шеллинга, а также Б. Спинозы, И. Канта, И. Г. Фихте, немецких натурфилософов. Члены общества называли себя «любомудрами».

## История общества

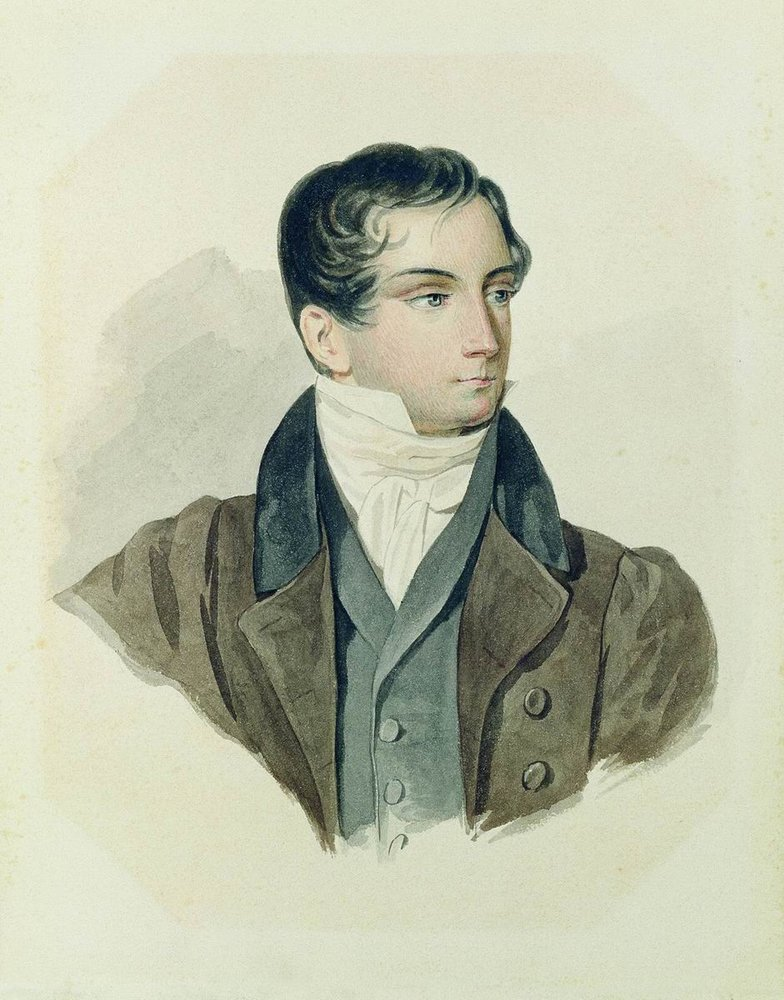
Дмитрий Веневитинов

Около 1822 года московским литератором и педагогом С. Е. Раичем было создано так называемое «Общество товарищей», известное также как «Кружок Раича». Кружок объединял преподавателей и студентов Московского университета, Университетского благородного пансиона, Московского училища колонновожатых, а также их знакомых, интересовавшихся вопросами эстетики, литературы и теории искусства. Среди его членов были Ф. И. Тютчев, князь B. Ф. Одоевский, А. Н. Муравьев, Д. П. Ознобишин, М. П. Погодин, М. А. Дмитриев, А. И. Писарев, В. П. Титов, С. П. Шевырёв, А. М. Кубарев, Авр. С. Норов, Ал. С. Норов, М. А. Максимович и многие другие. Философия также входила в круг интересов раичевского кружка, но находилась на их периферии.
В 1823 году от «Общества друзей» отпочковалось «Общество любомудрия», образованное для более глубокого обсуждения философских вопросов и изучения трудов западных философов, в особенности представителей немецкой идеалистической философии. Броское самоназвание было избрано, чтобы максимально дистанцироваться от рационалистической философии французских просветителей и подчеркнуть приверженность немецкому идеализму. «До сих пор философа не могут себе представить иначе, как в образе французского говоруна XVIII века; посему-то мы для отличия и называем истинных философов любомудрами», — писал В. Ф. Одоевский.
Как вспоминал один из членов «Общества любомудрия» Александр Кошелёв, новое общество «собиралось тайно, и об его существовании мы никому не говорили. Членами его были: кн. Одоевский, Ив. Киреевский, Дм. Веневитинов, Рожалин и я. Тут господствовала немецкая философия, то есть Кант, Фихте, Шеллинг, Окен, Геррес и др. Тут мы иногда читали наши философские сочинения; но всего чаще и по большей части беседовали о прочтенных нами творениях немецких любомудров. Начала, на которых должны быть основаны всякие человеческие знания, составляли преимущественный предмет наших бесед; христианское учение казалось нам пригодным только для народных масс, а не для нас, любомудров. Мы особенно высоко ценили Спинозу, и его творения мы считали много выше Евангелия и других священных писаний». Кроме упомянутых Кошелёвым участников членами кружка являлись В. П. Титов, С. П. Шевырёв, Н. А. Мельгунов, близки обществу были М. П. Погодин и А. С. Хомяков. Почти все участники собраний служили в Московском архиве Коллегии иностранных дел и были из числа так называемых «архивных юношей». Как правило, встречи проходили на квартире Владимира Одоевского, в Газетном переулке, 3.

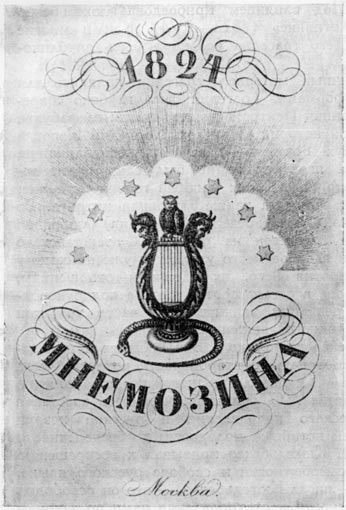
Титульный лист альманаха «Мнемозина»

Наиболее сильное влияние на членов общества оказывала немецкая идеалистическая философия, в особенности шеллингианство. На основе философии тождества Шеллинга участники кружка пытались построить цельное философское «науко-учение», сводящее «все случаи или все частные познания человека к одному началу», развивали идеи идеалистической диалектики в натурфилософии, гносеологии, эстетике, общественной теории. Дмитрий Веневитинов считал необходимым создание самостоятельной русской философии. «Россия найдет своё основание, свой залог самобытности и своей нравственной свободы в философии», — писал он. В области эстетики любомудры были приверженцами романтизма и выступали против эмпиризма и «критики вкусов», стараясь обосновать теорию искусства на основе философского идеализма. Не одобряли они эмпиризм и в науке. Показательна в этом плане опубликованная Одоевским в четвертом выпуске «Мнемозины» статья «О способах исследования природы» профессора М. Г. Павлова, развивавшего принципы идеалистической диалектики. В ней последовательно доказывалось преимущество «умозрительного» метода перед «эмпирическим».
Для того чтобы русское общество получило представление о новых идеях, любомудры полагали важным вести популяризаторскую литературную деятельность. Философские мысли, выраженные в аллегорической форме, получали распространение в стихах и прозе любомудров.
В соответствии со своим представлением о синкретизме философии и искусства, любомудры стараются осуществить литературную реформу. Принципы любомудрия находят выражение в философской лирике Веневитинова. Лирический герой Веневитинова — это романтический поэт-созерцатель, мудрец, пророк. В 1844 году Владимир Одоевский издаёт первый русский философский роман «Русские ночи». В попытках вернуть в поэзию высокий стиль, требующий от читателя определённых встречных интеллектуальных усилий, Степан Шевырёв обращается к устаревшей одической традиции с её архаизмами и метрической усложнённостью.
Для пропаганды идей любомудрия в 1823 году Одоевский взялся за издание литературно-философского альманаха «Мнемозина», объединившись для этого с будущим декабристом В. К. Кюхельбекером. По словам издателя, главной задачей этого печатного органа было «распространить несколько новых мыслей, блеснувших в Германии; обратить внимание русских читателей на предметы в России малоизвестные, по крайней мере, заставить говорить о них; положить пределы нашему пристрастию к французским теоретикам». В 1824—1825 годах вышло четыре номера альманаха.
Ещё одним альманахом, в котором дружно выступили участники общества, была «Урания» изданная близким к любомудрам молодым историком М. Погодиным.
Незадолго перед восстанием декабристов, в числе которых было много друзей и родственников молодых философов, любомудров захватил интерес к политической жизни. Обычно игнорировавшиеся французские мыслители оказались в центре занятий общества. «Мы, — вспоминал Кошелёв, — с особенною жадностью налегли на сочинения Бенжамена Констана, Рое-Коллара и других французских политических писателей; и на время немецкая философия сошла у нас с первого плана».
Кружок просуществовал до конца 1825 года. После катастрофы на Сенатской площади, когда, с одной стороны, происходящие события захватили всё внимание любомудров, а, с другой, тайные сборища философов могли бы вызвать подозрения полиции, было решено общество распустить. Председатель Владимир Одоевский пригласил друзей к себе домой и торжественно уничтожил в своем камине устав общества вместе с протоколами его собраний.
Обществу любомудрия так и не удалось оставить целостную философскую систему. Философские взгляды любомудров неразрывно связаны с мыслями о творчестве, эстетике, искусстве; философские высказывания обнаруживаются в их переписке, статьях и художественных произведениях, где чередуются с суждениями о науке и культуре.

## Любомудры после самороспуска общества

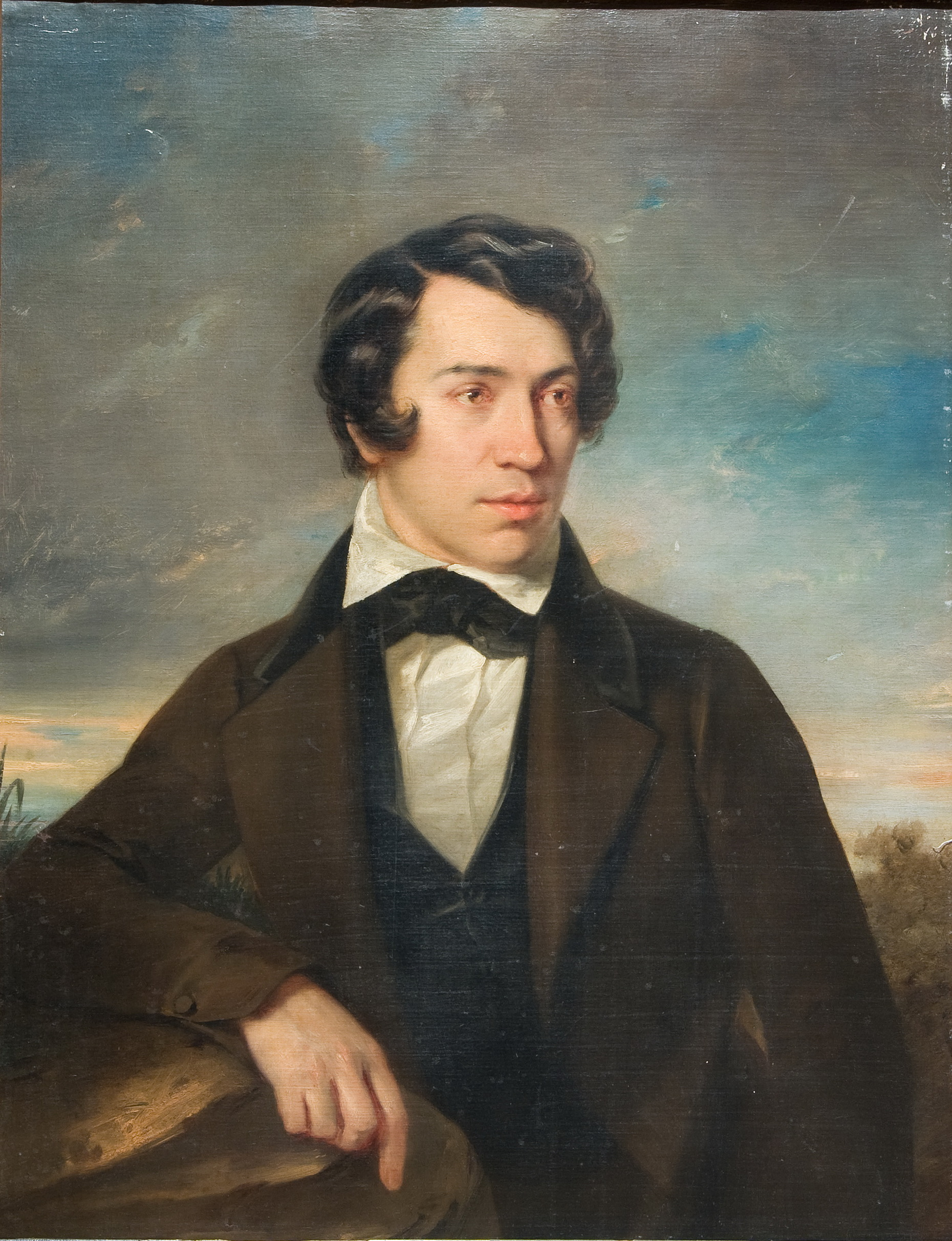
Алексей Хомяков

Благодаря формальному прекращению работы общества, после 1825 года связи между любомудрами  распадались.
Многие из них вскоре стали авторами выпущенного С. Е. Раичем литературного альманаха «Северная лира» на 1827 год, а затем сгруппировались вокруг погодинского литературно-научного журнала «Московский вестник», поддержанного А. С. Пушкиным.
Из всех участников Общества последовательным «любомудром» можно назвать только скончавшегося двадцатиоднолетним Дмитрия Веневитинова. Для всех остальных «любомудрие» стало, пусть и важным, но лишь одним из этапов долгой духовной эволюции.
Оттолкнувшись от немецкого идеализма, Владимир Одоевский в дальнейшем пережил и увлечение, и разочарование мистицизмом. В последний период жизни бывший председатель любомудров пришёл к реализму и эмпиризму, признал ценность европейского естествознания и приблизился по философским взглядам к индуктивной метафизике.
Вооружившись шеллингианской трактовкой истории как науки «самопознания» человечества, многие любомудры естественным образом обращались к своим национальным корням. А. С. Хомяков и И. В. Киреевский в 1830—1850-хх годах стали основателями и идеологами славянофильства, к славянофильству пришёл и А. И. Кошелёв.
В 1827-1830 годах Московский вестник являлся идейным центром распространения идей "любомудров". В начале 1830-х годов философские и эстетические традиции "любомудров" продолжил кружок Станкевича.